# 奕赫抵雅爾丁
奕赫抵雅尔丁（1268年—1314年），字太初，回回人，元朝政治人物。大都南北两城兵马都指挥使亦速马因的儿子。
奕赫抵雅尔丁年轻时颖悟好学，通阿拉伯文、波斯文等语言文字。开始担任中书省掾，后为江西等处行中书省员外郎、吏部主事。擢升为刑部员外郎，为政明察，多平冤狱。历任中书右司员外郎、左司郎中、翰林院侍讲学士，知制诰兼修国史，转任中奉大夫、集贤大学士。官至江东建康道肃政廉访使。任职期间，巡视各地，为官清正，多平冤狱。为众所服。主张执法应能“变通以适事宜”，对犯罪者不施刑具。监宪一年，赃吏绝迹。后病逝。

## 延伸阅读
[在维基数据编辑]
 《元史·卷137》，出自宋濂《元史》
 《新元史/卷214》，出自柯劭忞《新元史》